# Kerry Bog Pony
Kerry Bog Pony je plemeno vyšlechtěné v Irsku přibližně v 17. století. Pravděpodobně vzniklo z plemene Irish Hobby, které původně žilo v jihozápadním Irsku v hrabství Kerry. Roku 1994 málem vyhynulo. V Irsku zbylo jen 20 poníků, u kterých muselo být prokázáno pomocí genetických testů, že se opravdu jedná o toto plemeno. John Mulvihille pak založil asociaci Kerry Bog Pony, díky níž plemeno zachránil. Nyní žije v Irsku více než 300 poníků.

## Popis plemene
Kerry Bog Pony může připomínat Shetlandského ponyho. Výška v kohoutku je 102-122 cm. Jeho vzhled není příliš dokonalý. Má krátký krk a hřbet, hříva a ocas jsou poměrně husté. Nohy jsou bez rousů a mají pevná kopyta. Zbarvení může být palomino, hnědák, vraník, bělouš a bílé odznaky. Nejsou však povoleny strakaté varianty.
Jsou to velice nenároční koně. Spokojí se i s velice chudou pastvou. Jejich tělesná stavba je dobře přizpůsobena drsnému terénu a podmínkám.
Poník má mírnou a klidnou povahu, a proto ho vlastní mnoho irských rodin v rámci zájmového chovu. Jeho hlavní výhodou je spolehlivost.

## Využití
Využívají se pro dopravu rašeliny z bažin. A díky své přátelské povaze jsou také vhodní pro práci s dětmi.